# Krybende pil
Krybende pil (Salix repens) er en op til 2 meter høj busk, der vokser på fugtig bund i f.eks. klitlavninger og skovkanter. Raklerne – især de hanlige – er vigtige fødekilder for bier og andre insekter i det tidlige forår. Gråris (Salix repens ssp. argentea) er en underart, der er opret og tæt håret på begge bladsider og som er almindelig langs den jyske vestkyst.

## Beskrivelse
Krybende Pil er en løvfældende busk med en lav, krybende og opstigende eller overhængende vækst. Grenene er slanke og nedliggende og slår ofte rod. Barken er først grågrøn og sølvhåret. Senere bliver den gråbrun og ru. Gammel bark er grå og furet. Knopperne er spredte, gullige og tæt behårede.
Bladene er elliptiske med hel rand. Oversiden er grågrøn og svagt håret, mens undersiden er sølvskinnende af fine, tætsiddende hår. Busken blomstrer lidt før eller under løvspring i april-maj. Blomsterne sidder i gule rakler, hunblomsterne på nogle buske og hanraklerne på andre. De ses dog ikke meget, da de først kommer frem efter løvspring. Frugterne er bittesmå nødder med lange frøhaler. De mister spireevnen efter få timer.
Rodnettet er tæt forgrenet og højtliggende i jorden. Det består af mange, fine rødder.
Højde x bredde og årlig tilvækst: 1 x 1,5 m (15 x 20 cm/år).

## Voksested
Krybende Pil hører hjemme på solåbne, tørre og magre områder i Nord- og Østeuropa. Den vokser i Danmark almindeligt i hele landet på fugtig bund i klitlavninger, skovkanter, langs veje og i grusgrave.
Underarten Gråris gror almindeligt i "den grå klit" (som den har givet navn!) langs den jyske vestkyst, men den findes også på strandenge og heder. Her findes den sammen med bl.a. Ene, Hedelyng, Klokkelyng, Djævelsbid, Nyse-Røllike og Blåtop.

## Anvendelse
Krybende pil anvendes især i plantninger ved kyster. Den tåler at blive klippet ned til ca. 10 cm over jorden. Den er lyskrævende, men tåler megen vind og kan gro på selv en meget tør jordbund, og den binder sand. Den egner sig godt til kystklima.

## Underarter
- S. repens subsp. repens med nedliggende eller opstigende skud og blade, der kun er lidt hårede på oversiden. Almindelig i hele landet.
- S. repens subsp. argentea, Gråris, med bredt elliptiske eller næsten kredrunde blade og tæt hårede blade på begge sider. Almindelig ved Jyllands vestkyst.
- S. repens subsp. rosmarinifolia, Rosmarin-Pil, med lancetformede blade med 8-13 par sidestrenge, kun kendt fra få kalkrige moser på Sjælland

## Sorter
- 'Sakry' Dafo – lavt krybende sort
- 'Saret' Dafo – sort med opstigende vækst